# Calanthe striata
Calanthe striata là một loài phong lan.

## Hình ảnh

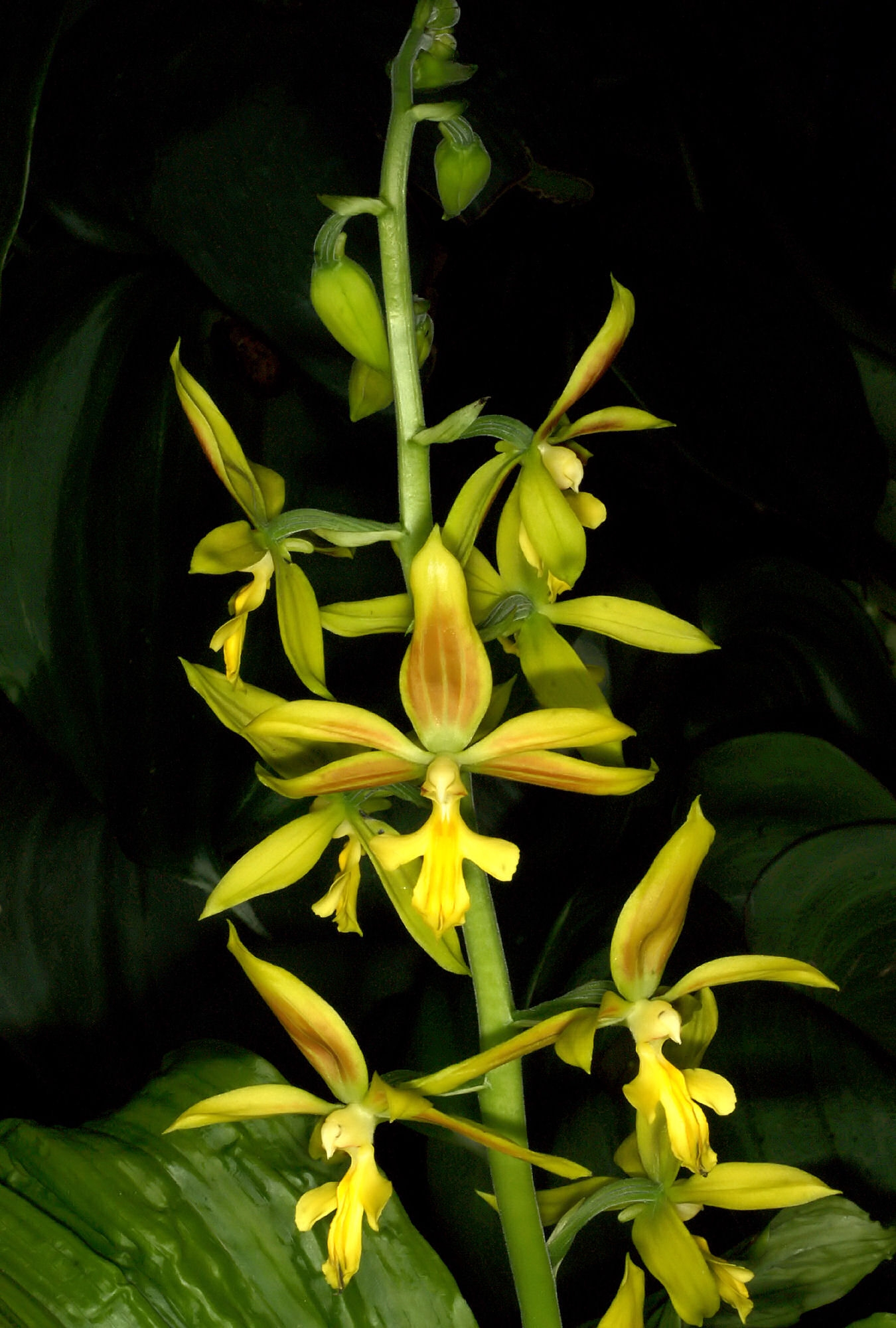
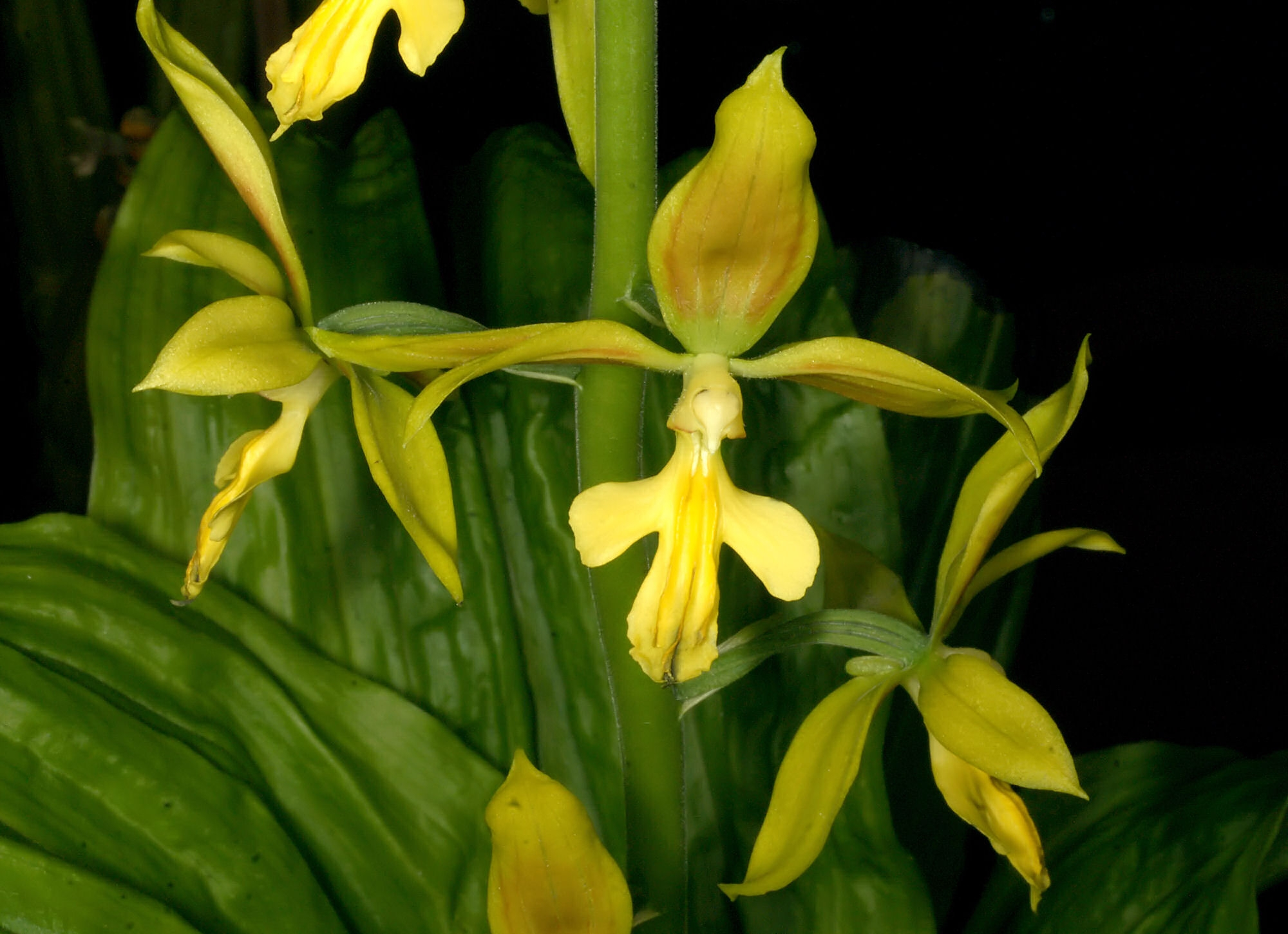